# Villa Rojas
Villa Rojas (früher: Villa Bella) ist eine Ortschaft im Departamento Pando im Tiefland des südamerikanischen Andenstaates Bolivien.

## Lage im Nahraum
Villa Rojas ist der zweitgrößte Ort des Municipio Porvenir in der Provinz Nicolás Suárez. Villa Rojas liegt auf einer Höhe von 259 m acht Kilometer Luftlinie südlich der Grenze zu Brasilien und fünf Kilometer nördlich des Río Tahuamanu, der in seinem weiteren Verlauf den Namen Río Orthon trägt und in den Río Beni mündet.

## Geographie
Villa Rojas liegt im bolivianischen Teil des Amazonasbeckens, nordöstlich vorgelagert den Ausläufern der peruanischen Cordillera Oriental im tropischen Regenklima der Äquatorialzone.
Die mittlere Durchschnittstemperatur der Region liegt bei knapp 26 °C und schwankt sowohl im Jahres- wie im Tagesverlauf nur unwesentlich, nur in den trockenen Wintermonaten von Juni bis August liegt sie aufgrund der nächtlichen Wärmeabstrahlung bei offener Wolkendecke geringfügig niedriger (siehe Klimadiagramm Porvenir). Der Jahresniederschlag beträgt etwa 1900 mm und weist während der Regenzeit über mehr als die Hälfte des Jahres Monatswerte zwischen 150 und 300 mm auf, nur in der kurzen Trockenzeit von Juni bis August sinken die Niederschläge auf Monatswerte unter 50 mm.

## Verkehrsnetz
Villa Rojas liegt in einer Entfernung von 28 Straßenkilometern südlich von Cobija, der Hauptstadt des Departamentos.
Von Cobija führt die asphaltierte Nationalstraße Ruta 13 in südlicher Richtung über Bella Vista und Villa Busch zum Abzweig der Ruta 18 und weiter über Villa Rojas nach Porvenir. Von dort führt die Ruta 13 weiter in östlicher Richtung über 337 Kilometer bis El Triangulo im Departamento Beni, wo sie auf die nord-südlich von Guayaramerín nach Rurrenabaque verlaufende Ruta 8 trifft.

## Bevölkerung
Die Einwohnerzahl des Ortes ist in den vergangenen beiden Jahrzehnten auf ein Mehrfaches angestiegen:
| Jahr | Einwohner | Quelle       |
| ---- | --------- | ------------ |
| 1992 | 187       | Volkszählung |
| 2001 | 212       | Volkszählung |
| 2012 | 1 231     | Volkszählung |
| 2024 |           | Volkszählung |

## Massaker von Porvenir
Am 11. September 2008 wurden wenige Kilometer nördlich von Villa Rojas bei einem Protestmarsch von Kleinbauern 30 Menschen durch Heckenschützen erschossen. Die Bauernfamilien schickten sich gerade an, eine Brücke zu überqueren, als sie aus dem Hinterhalt und aus Baumgipfeln mit automatischen Waffen beschossen wurden. Hintergrund der eskalierten Gewalt war der anhaltende Konflikt zwischen der bolivianischen Zentralregierung unter Präsident Evo Morales und den auf Autonomie drängenden Provinzregierungen des "Media Luna" im Tiefland. Nach dem Massaker wurde dem Präfekten des Departamentos, Leopoldo Fernández, von der Regierung vorgeworfen, für die Bildung paramilitärischer Hundertschaften verantwortlich zu sein, die für das Massaker von Porvenir verantwortlich zeichneten, und ordnete seine Verhaftung an.